# Tetranychus pacificus
Tetranychus pacificus är en spindeldjursart som beskrevs av McGregor 1919. Tetranychus pacificus ingår i släktet Tetranychus och familjen Tetranychidae. Inga underarter finns listade i Catalogue of Life.